# جريدة العلم (سوريا)

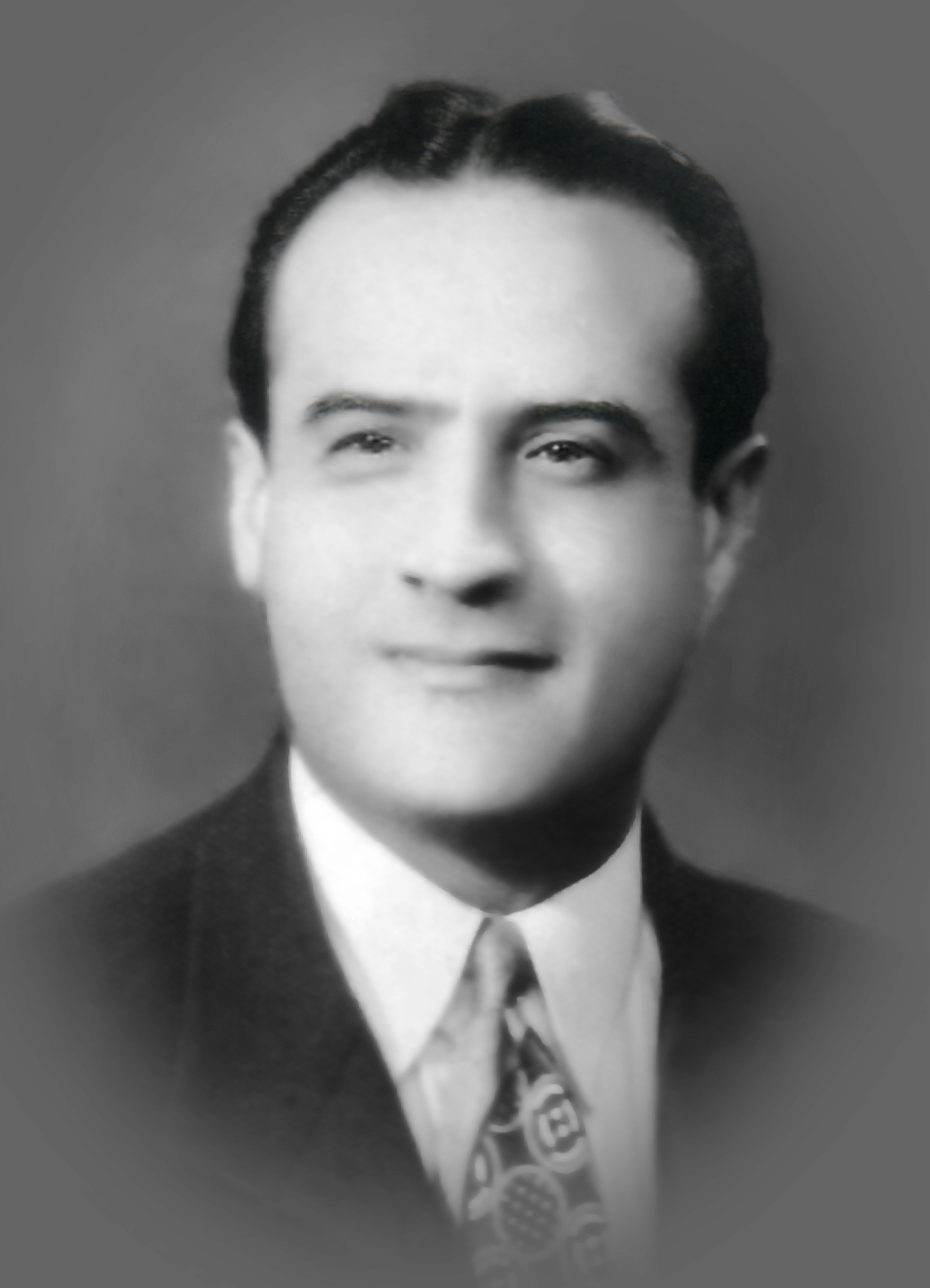
مؤسس الجريدة، الصحفي عزة حصرية

جريدة العلم هي صحيفة سياسية يومية سورية مصورة أصدرت بين الأعوام (1944-1964).

## لمحة عن تاريخ الصحيفة
أسست الصحيفة في أيار عام 1944 من قبل الصحافي عزة حصرية الذي كان رئيساً للتحرير في صحيفة الاستقلال العربي آنذاك. حرر فيها «فؤاد الشايب» وعمل فيها «عدنان الملوحي» محرراً ومن ثم سكرتيراً التحرير عذة سنوات. استمرت في الإصدار، وهي من الصحف التي لم تتوقف أثناء انقلاب حسني الزعيم عام 1949، واستمرت حتى عام 1953 عندما اندمجت مع جريدة القبس الدمشقية لـ«نجيب الريس» عند إصدار قرار الشيشكلي بدمج كل صحيفتين في صحيفة واحدة، وأصدرت باسم «الزمان» عام 1952. ثم انفصلت بعد ذلك عن بعضها عند انتهاء قرار الاندماج. اقترح فيما بعد ورثة «نجيب الريس» و«عزة حصرية» دمج الصحيفتين دمجاً اختيارياً وبالاتفاق بينهما، وأصدر العدد الأول عام 1954 باسم«القبس العلم» لكنها سرعان ما عادت لتصدر مستقلة. كما كانت «العلم» من الصحف التي لم تتوقف بالمرسوم (195) عند قيام الوحدة بين سورية ومصر. وقد حرر فيها جبران كورية عام 1951.